# Setophaga dominica
La reinita gorjiamarilla (Setophaga dominica), también denominada chipe dominico o cuelliamarillo, bijirita de garganta amarilla y cigüita de garganta amarilla, es una especie de ave paseriforme de la familia de los parúlidos que anida en el oriente de América del Norte. Es un ave migratoria que en invierno se distribuye en las Antillas, México y América Central.